# 普通選挙期成同盟会
普通選挙期成同盟会（ふつうせんきょきせいどうめいかい）は、明治・大正期に普選運動をおこなった日本の政治団体。

## 概要
1897年（明治30年）7月に中村太八郎・木下尚江らを中心に長野県松本地方で結成された。両名の逮捕により一時中断したが、1899年10月には東京に拠点を移し、河野広中らにより再興され、普選運動の中心団体となった。1899年（明治32年）12月に松本で第一回普通選挙同盟大会が開催され、その成果に基づいて1900年（明治33年）1月に999名が連署した普選請願書を中村弥六を通じて衆議院に提出している。
同年「普通選挙同盟会」と改称して普選の実行を期した。このころ高野房太郎や幸徳秋水が幹部に加わり、片山潜・西川光二郎ら労働運動リーダーも加入している。演説会を盛んに行い反藩閥勢力を結集する役割をも担ったが、幸徳事件（大逆事件）後の抑圧の中で期成同盟会は解散を余儀なくされた。
その後、第一次護憲運動の中で中村太八郎・石川安次郎らによって普通選挙同盟会が再興された。1919年（大正8年）3月には普選デモを行い、約1万人の民衆が参加した。同盟会はこののち1920年（大正9年）ごろまで活動を続けたが、労働組合や憲政会などの新たな勢力が普選運動に参加してきたため、運動に占める役割を低下させ、姿を消していった。
なお、この他に1892年（明治25年）に大井憲太郎が東洋自由党内に設立した同名の組織があるが、1894年（明治27年）に同党が解党したことにより消滅している。